# Let British Airways 9
Let British Airways 9 byl pravidelný let Boeingu 747 společnosti British Airways
z londýnského letiště Heathrow do novozélandského Aucklandu s mezipřistáními v Bombaji, Madrasu, Kuala Lumpuru, Perthu a Melbourne dne 24. června 1982 kdy během letu sopečná činnost způsobila vážné problémy.

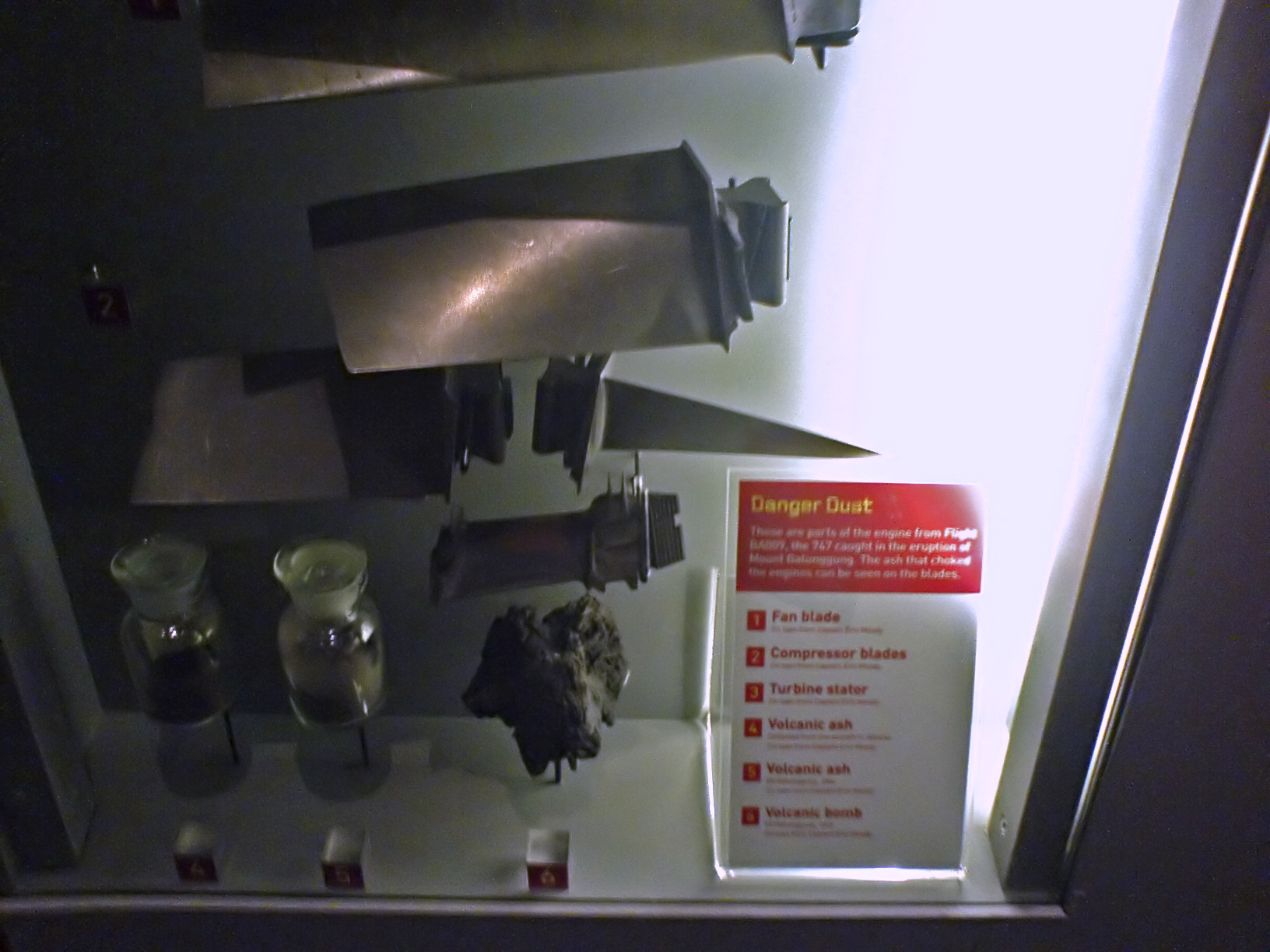
Části poškozeného motoru vystavené v Aucklandském muzeu

Ten den tuto trasu letělo letadlo 747-236B pojmenované City of Edinburgh (město Edinburgh) a registrované jako G-BDXH. To vlétlo do mraku sopečného popela vyvrženého erupcí sopky Galunggung a následkem toho mu vysadily všechny čtyři motory. Během letu přes mrak sopečného popela pozorovali členové posádky a cestující Eliášův oheň. Důvod selhání nebyl posádce jasný a letoun zamířil směrem k Jakartě v naději, že se podaří nějaký z motorů znovu nastartovat a doletět až na tamější letiště. Poté, co se letoun klouzavým letem dostal z mraku popela, podařilo se skutečně motory nastartovat (byť jeden posléze znovu selhal) a bezpečně přistát. Nedošlo k žádným obětem na životech.
Betty Tootell, jedna z cestujících, sepsala na základě události knihu All Four Engines Have Failed. Problémům letu se věnuje i jeden z dílů dokumentární série Letecké katastrofy.